# Policie Nauru
Policie Nauru (anglicky Nauru Police Force, zkratkou NPF) je ozbrojený bezpečnostní sbor Republiky Nauru s působností na celém území republiky, který byl založen v roce 1972. Tabulkový stav je 100 příslušníků, přičemž ti mají k dispozici 60 zbraní (na regulérní obchůzky chodí neozbrojeni). V drtivé většině vyšetřují relativně banální činy jako krádeže kol nebo překročení povolené rychlosti. 
Kromě toho je v Nauru k dispozici sbor záloh, které lze povolat v případě krizových událostí. Například při koronavirové epidemii došlo k povolání celkem 33 rezervistů.